# Toxoplasma gondii
O Toxoplasma gondii (toxon = arco, plasma = forma, grego) é um protozoário do reino chromalvelata na classificação dos 8 reinos, microscópico do filo Apicomplexa, de ciclo de vida facultativamente heterogéneo, tendo os felídeos como hospedeiros definitivos, enquanto que as outras espécies de mamíferos e as aves funcionam como hospedeiros intermediários. O Toxoplasma gondii é a única espécie conhecida do gênero Toxoplasma. 
O T. gondii é o agente causador da toxoplasmose, uma protozoonose de distribuição mundial. Estima-se que 1/3 da população global já tenha sido infectada por esse microorganismo, com algumas regiões chegando a 90% de infectados. Ela causa mudanças comportamentais nos seus hospedeiros, para que eles sejam predados por felinos, que são os hospedeiros definitivos do T. gondii. Umas das principais mudanças é a perda da aversão natural ao cheiro de urina de felinos, por exemplo, pelos ratos e chimpanzés, que tem felinos como principais predadores naturais. Isso também ocorre com seres humanos, que perdem a aversão a urina de gato, por exemplo. As principais espécies que são infectadas pelo T. gondii são as aves e os mamíferos, inclui o Homem e o gato, o principal felino hospedeiro da espécie, no entanto, ele é capaz de infectar qualquer animal homeotérmico.
Possui três formas infetantes: oocistos, bradizoítos e taquizoítos

## Histórico
O Toxoplasma gondii foi isolado pela primeira vez em 1908, por Nicolle & Manceaux. Ele foi isolado de um roedor africano da espécie Ctenodactylus gundi, a qual originou o nome.
Na mesma época, em São Paulo, Splendore isolou o mesmo agente de coelhos.
O ciclo deste parasita só foi totalmente publicado em 1970 por Dubey e colaboradores.

## Ciclo de vida
O ciclo de vida do T. gondii é heteróxeno facultativo (hetero = outros, xenos = estrangeiros) e eurixeno (eurys = largo). Possui reprodução assexuado nos hospedeiros definitivos e intermediários, e sexuada apenas nos felinos, incluindo o gato doméstico.
Hospedeiros intermediários podem se infectar por diversas vias, sendo as mais comuns a fecal-oral, a partir da ingestão de oocistos presentes em alimentos e água contaminada; o carnivorísmo, pela ingestão de cistos teciduais presentes em carne crua ou mal cozida; e a transmissão materno-fetal, onde taquizoítas atravessam a placenta e infectam o feto. No caso dos oocistos e dos cistos teciduais, uma vez que alcançam o intestino, a parede presente nessas estruturas é digerida por enzimas, permitindo que o T. gondii possa invadir as células do epitélio intestinal e linfócitos intra-epiteliais. Uma vez que o parasita obtém sucesso na invasão da célula hospedeira, ele estabelece seu vacúolo parasitóforo,  para que então possa promover sua conversão para o estágio de taquizoíta. Estes protozoários tem cerca de 6  μm de comprimento por 2  μm. Após a conversão, replicação e evasão das células, o T. gondii utiliza o sistema vascular do hospedeiro para se disseminar de forma sistêmica, alcançando diversos órgãos. Passados alguns dias da infecção, inicia-se uma resposta imune contra o parasito, que faz com que ele se estabeleça em alguns locais de tropismo: o tecido muscular esquelético, muscular cardíaco e neuronal. Estabelecido nesses locais, inicia-se a produção da parede cística, para que então ocorra a conversão para seu estágio de bradizoíta, conhecido como seu estado de latência.
Já nos hospedeiros definitivos, além da forma assexuada, o T. gondii também pode assumir a forma sexuada. Esta fase ocorre no intestino dos felinos. Os felinos se contaminam através da ingestão de animais contaminados por taquizoítas ou bradizoítas. Menos de 50% dos felinos que ingerem taquizoitos eliminam oocistos, e 100% quando ingerem bradizoitos eliminam oocistos nas fezes. Na fase assexuada, o parasita passa por um processo chamado esquizogonia, onde o núcleo do parasita se divide várias vezes formando o esquizonte. Este passa por um outro processo chamado gametogonia, onde esses esquizontes se dividirão em microgametas ou macrogamentas. A fecundação dos macrogamentas pelos microgametas dá origem a zigotos, que irão formar os oocistos.

## Manifestações clínicas
Na maior parte dos casos de toxoplasmose em pacientes imunocompetentes, a infecção ocorre de forma assintomática. No entanto, em mulheres grávidas e indivíduos imunocomprometidos, o risco de manifestações severas é elevado.
Mulheres grávidas que entram em contato com o parasita pela primeira durante a gravidez correm sério risco de transmissão vertical. Em casos como esse, podem ocorrer para no bebê quadros de miosite, encefalite, miocardite e retinocoroidite. Além disso, dependendo do estágio da gravidez, há o risco de má formação do feto e, até mesmo, aborto.
Em indivíduos imunocomprometidos, como portadores do HIV e utilizadores de terapias imunossupressoras, pode ocorrer uma reativação da fase crônica da doença, resultando em diversas complicações. Podem ocorrer quadros de encefalite, hemiparesia, convulsões e danos oculares, levando a cegueira parcial ou total.
Alguns estudos postulam que, apesar de assintomáticos, indivíduos com toxoplasmose em sua fase crônica podem sofrer com processos neuro-inflamatórios, em decorrência da presença de cistos teciduais no sistema nervoso.

## Tratamentos
Atualmente, opções terapêuticas para toxoplasmose são escassas, sendo a combinação de Sulfadiazina e  Pirimetamina, além da suplementação de Ácido Folínico, a estratégia mais utilizada. Em alguns casos bem específicos, onde mulheres grávidas contraem a doença, porém o feto não foi infectado, utiliza-se o antibiótico Espirimicina, a fim de evitar a transmissão via placenta.